# Премія YUNA за найкращу пісню іншою мовою
«YUNA» — щорічна українська щорічна національна професійна музична премія, заснована у 2011 році. Премія за найкращу пісню іншою мовою вручається, починаючи із восьмої церемонії, на якій вшановувалися досягнення у музиці за 2018 рік. До цього пісні іноземними мовами мали право змагатися за перемогу в основній номінації «Найкраща пісня».. Одночасно з цією категорією було створено також три спеціалізовані жанрові категорії: нагороди за найкращий естрадний, електронний та хіп-хоп хіти.

## Номінанти та переможці (2019—2022)

### 2019
- MARUV та Boosin — «Drunk Groove»
  - LOBODA — «Superstar»
  - MONATIK та Надя Дорофеєва — «Глубоко»
  - Макс Барських — «Сделай громче»
  - NK — «#этомояночь»

### 2020
- Monatik — «Love it ритм»
  - NK — «Elefante»
  - Maruv — «Siren Song»
  - «Бумбокс» — «ДШ»
  - Макс Барських — «Неземная»

### 2021
- Вєрка Сердючка — «Make It Rain Champagne»
  - Krutь — «99»
  - Monatik та Віра Брежнєва — «ВЕЧЕРиНОЧКА»
  - NK — «AHUEVO»
  - «Tvorchi» — «Bonfire»

### 2022
- «Tvorchi» — «Falling»
  - Макс Барських & Zivert — «Bestseller»
  - Dorofeeva — «Gorit»
  - MONATIK — «Зажигать/JOMO»
  - NK — «Красное вино»